# Агон
Агон — змагання (спортивні, поетичні, музичні, театральні) під час релігійних свят у Давній Греції. В Афінах перший агон відбувся 534 до н. е. як змагання серед трагічних поетів.
Літературний агон — своєрідне словесне змагання між дійовими особами в еллінських комедіях, завдяки якому розкривається ідейний зміст драматичного твору. Одним із прикладів агону можна назвати суперечку між Есхілом та Евріпідом у комедії «Жаби» Арістофана.
Види:
1) У Стародавній Греції щороку відбувались агони — спортивні та артистичні змагання. Існував «агон» для хорів, драматургів (510 р. до н. е. ), акторів (450—20 рр. до н. е. ).
2) В античній комедії ( Арістофан ) агон – діалог і конфлікт між ворогами, таким чином , серцевина п’єси .
3) З часом агон чи точніше «принцип агону » поширився на конфліктні стосунки між протагоністами. Діалектика «виступ/відповідь» протиставляє протагоністів. Кожен протагоніст пірнає з головою у дебати, які відображаються в драматичній структурі й переростають у конфлікт. Деякі теоретики вважають, що діалог ( і стихомитія ) є емблемою, зокрема,драматичного конфлікту та театру взагалі. Однак слід пам’ятати, що в основі деяких драматургів (наприклад, епічних та абсурдних) не діє принцип агони характерів дії.
4) У теорії ігор Р. Кайуа ( R. Caillois, 1958 ) агон є одним з чотирьох принципів керування ігровою діяльністю («іллінкс» як пошук правди; «алеа» як роль випадковості; «мімезис» як потяг до імітації).

## Основні агони
- Олімпійські ігри
- Піфійські ігри
- Панафінейські ігри
- Панеллінські ігри
- Істмійські ігри
- Немейські ігри

## Сучасність
Сучасне мистецтво (модернізм, авангардизм) завдячують нідерландському філософу Йогану Гейзінга за впровадження терміна «агон» у значенні гри, змагання у творчому процесі як визначального принципу становлення світової культури.